# Virgílio Martinho
Virgílio Alberto Nunes Martinho, mais conhecido por Virgílio Martinho (Lisboa, 1928 — Lisboa, 4 de Dezembro de 1994), foi um tradutor, escritor e dramaturgo português.

## Biografia
Virgílio Martinho, fez o ensino secundário em Lisboa onde também estudou desenho técnico.
Pertenceu ao Grupo de Campolide, mais tarde designado por Companhia de Teatro de Almada.
Frequentou o célebre Café A Brasileira, onde se reunia com outros artistas da sua época como António José Forte e Mário-Henrique Leiria. Colaborou na revista  surrealista Pirâmide  (1959-1960) .
Fez diversas adaptações de peças de teatro de outros autores.

## Diversos
- O Teatro Municipal de Almada deu o nome de Virgílio Martinho a uma das suas salas.
- A revista de teatro “Cadernos 10”  (Setembro 1995),  foi totalmente dedicada ao dramaturgo.

## Obras
- Festa Pública (1958)
- Orlando em Tríptico e Aventuras (contos) (1961)
- O Grande Cidadão (romance) (1963)
- A Caça
- O Concerto das Buzinas (romance) (1976)
- Filopópolus (teatro) (1973)
- Relógio de Cuco (1973)
- A Sagrada Família (farsa) (1980)
- O Herói Chegado da Guerra e outros Textos em Teatro (teatro) (1981)
- O Menino Novo (contos) (1989)
- 1383 (1976)
- Rainhas Cláudias ao Domingo  (1982)
- O Grande Cidadão (1975)
- A Menina, O Gato e o Robot
- Fernão, sim ou não?
- O Gelo na Mesa

## Adaptações
- Fulgor e Morte de Joaquin Murieta (de Pablo Neruda)
- Aventuras de Till Eulenspiegel (de Charles Costner)
- A Vida do Grande Dom Quixote (de António José da Silva)